# Згура, Александр Александрович
Александр Александрович Згура (укр. Олександр Олександрович Згура; род. 20 августа 1985, Одесса) — украинский футболист, нападающий.

## Биография
Воспитанник СДЮШОР «Черноморец» (Одесса).
В ДЮФЛ выступал за одесский «Черноморец» и в 1998 году за симферопольскую «Таврию». В 2002 году начал выступать во Второй лиге за «Черноморец-2». Всего за вторую команду провёл 50 матчей и забил 9 голов. В основной команде дебютировал 29 августа 2004 года в матче против киевского «Динамо» (3:1). Так и не сумев закрепиться в «Черноморце» покинул клуб зимой 2007 года.
В феврале 2007 года побывал на просмотре луганской «Заре», но команде не подошёл. Остаток сезона 2006/07 провёл в одесском любительском клубе «Диджитал». В июле 2007 года перешёл в овидиопольский «Днестр». Стал лучшим бомбардиром команды забив 11 голов в 37 матчах. Летом 2008 года перешёл в кировоградскую «Звезду». В зимние межсезонье сезона 2008/09 перешёл в молдавскую «Дачия» из Кишинёва. В команде дебютировал 4 марта 2009 года в гостевом матче против тираспольского «Тилигул-Тираса» (0:4). В этом матче Згура получил жёлтую карточку и забил гол на 77 минуте.
В январе 2010 года прибыл на просмотр в запорожский «Металлург». В июле 2010 года перешёл в ужгородское «Закарпатье», подписав годичный контракт.
Наиболее успешные сезоны провёл в казахстанских клубах «Восток» и Кызыл-Жар СК, где становился лучшим бомбардиром и по решению ПФЛ Казахстана признавался лучшим легионером первой лиги.
В 2015 году выступал в команде «Атлетик» Одесса. Затем перешёл на тренерскую работу в СДЮШОР «Черноморец» (Одесса).

## Достижения

### Клубные
- Серебряный призёр чемпионата Молдовы 2009 года.
- Бронзовый призёр чемпионата Украины: 2005/06
- Финалист Кубка Молдовы (2): 2009, 2010 годов.
- Серебряный призёр Первой лиги Казахстана: 2012

### Личные
- Лучший легионер Первой лиги Казахстана: 2012
- Обладатель «Серебряной бутсы» Первой лиги Казахстана 2013 года — 16 голов.

## Личная жизнь
Его старший брат Сергей профессиональный футболист.